# 笹倉千裕
笹倉 千裕（ささくら ちひろ、1986年9月2日 - ）は、オフィスキイワード所属のフリーアナウンサー。元NHK京都放送局、NHK長崎放送局の契約キャスター。

## 人物
兵庫県立小野高等学校3年生の時、第86回全国高等学校野球選手権大会の開会式司会を務めた。また、一つ下の弟も同じ高校だった。関西学院大学卒業後、2009年NHK京都放送局入局。2012年3月まで夕方のニュースなどでリポーターを担当していた。2012年4月からはNHK長崎放送局に移籍。引き続き、夕方のニュース番組に出演した。2014年4月よりフリーアナウンサーとして、オフィスキイワードに所属。
大学生時代の夢は、（中学生の時以来続けている）『手話のできるアナウンサー』。

## 現在の担当番組
- 横浜ケーブルビジョン「地域情報便じもっと!!」(金曜日、2015年10月 - )[2]

## CM
- 武蔵コーポレーション[3]

## 過去の担当番組
NHK長崎局
- 見んと!長崎

NHK京都局
- ニュース610 京いちにち「京これ!」
- ぐるっと関西おひるまえ 京都担当

## 註
1. ↑  笹倉千裕[リンク切れ]
2. ↑  オフィスキイワード
3. ↑  オフィスキイワード